# Edward Whymper
Edward Whymper FRSE (27 de abril de 1840 – 16 de setembro de 1911) foi um montanhista, explorador, ilustrador e autor inglês, mais conhecido pela primeira ascensão ao Matterhorn em 1865. Quatro membros de sua expedição morreram durante a descida. Whymper também realizou importantes primeiras ascensões no Maciço do Monte Branco e nos Alpes Peninos, no Chimborazo na América do Sul e nas Montanhas Rochosas Canadenses. Sua exploração da Groenlândia contribuiu com um importante avanço para a exploração do Ártico. Whymper escreveu vários livros sobre montanhismo, incluindo Escaladas nos Alpes.

## Primeiros anos

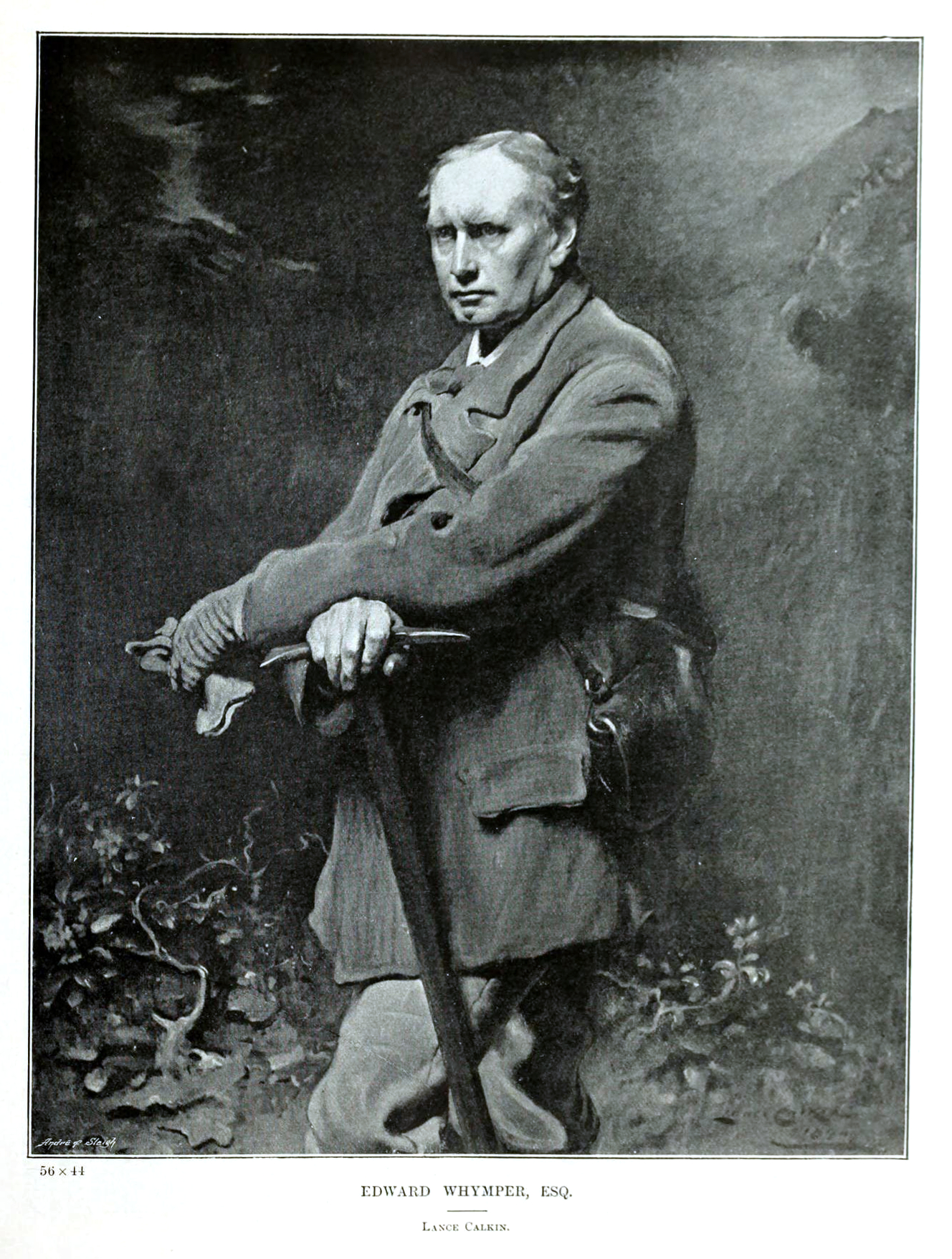
Pintura de Lance Calkin

Edward Whymper nasceu em Lambeth Terrace na Kennington Road em Londres em 27 de abril de 1840, filho do artista e gravador em madeira Josiah Wood Whymper e Elizabeth Whitworth Claridge. Era o segundo de onze filhos, sendo seu irmão mais velho o artista e explorador Frederick Whymper. Foi treinado para ser um gravador em madeira desde cedo. Em 1860, realizou extensas incursões nos Alpes centrais e ocidentais para produzir uma série de desenhos encomendados de cenários alpinos. Entre os objetivos desta viagem estava a ilustração de uma tentativa malsucedida feita pela equipe do Professor Bonney para subir o Mont Pelvoux, na época considerado o pico mais alto dos Alpes do Dauphiné.
Em 1861, Whymper completou com sucesso a ascensão ao Mont Pelvoux, a primeira de uma série de expedições que trouxeram muita luz necessária à topografia de uma área que, na época, era muito mal mapeada. Do cume do Mont Pelvoux, Whymper descobriu que este era superado por um pico vizinho, posteriormente denominado Barre des Écrins, que, antes da anexação da Saboia adicionar o Monte Branco às possessões da França, era o ponto mais alto dos Alpes franceses. Whymper escalou a Barre des Écrins em 1864 com Horace Walker, A. W. Moore e os guias Christian Almer sênior e júnior.
Os anos de 1861 a 1865 foram preenchidos com novas expedições no Maciço do Monte Branco e nos Alpes Peninos, entre elas as primeiras ascensões registradas do Aiguille d'Argentière e Mont Dolent em 1864, e do Aiguille Verte, Grand Cornier e Pointe Whymper no Grandes Jorasses em 1865. Nesse mesmo ano, ele também fez a primeira travessia do Moming Pass. De acordo com suas próprias palavras, seu único fracasso foi na crista oeste do Dent d'Hérens em 1863. Como resultado de sua experiência alpina, ele projetou uma tenda que ficou conhecida como "tenda Whymper" e tendas baseadas em seu design ainda estavam sendo fabricadas 100 anos depois.

## O Matterhorn

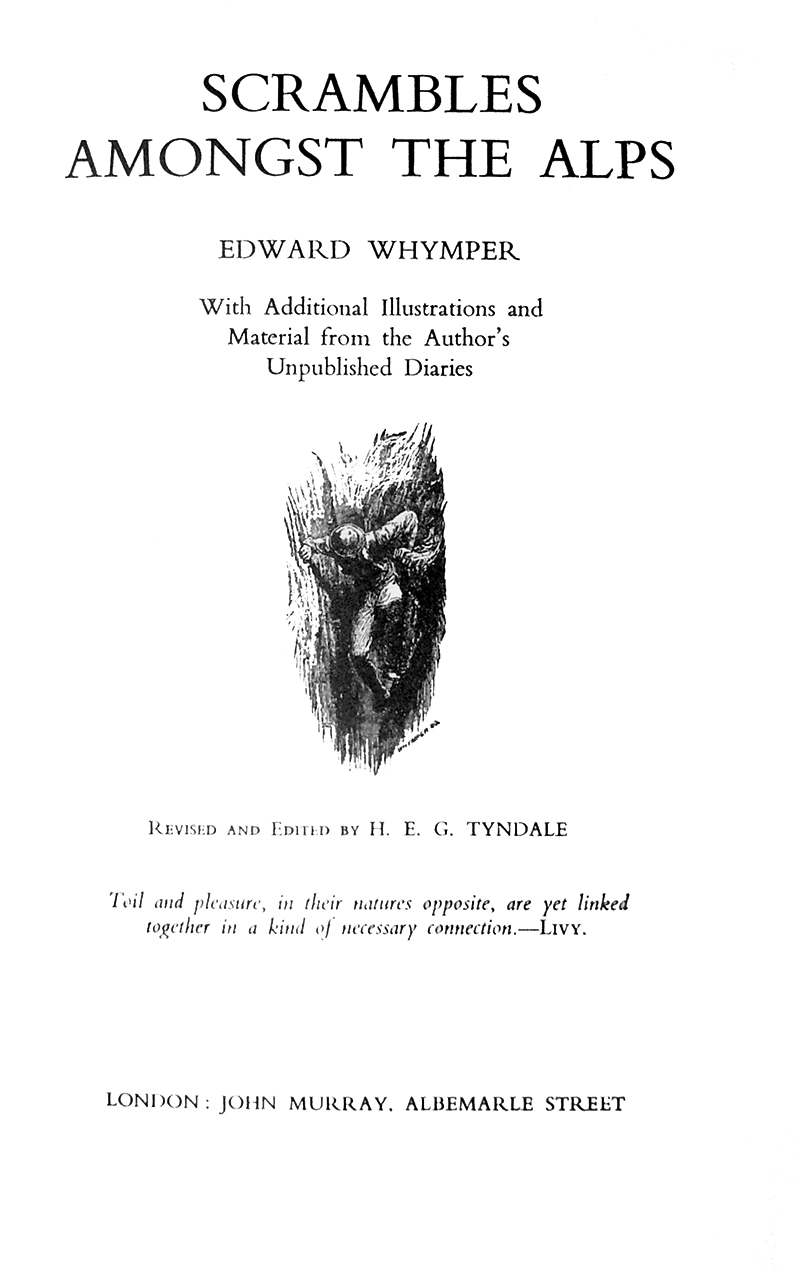
Página de título da 6ª edição (1936) de Escaladas nos Alpes

O Professor John Tyndall e Whymper competiram em tentativas determinadas de alcançar o cume do Matterhorn pela crista sudoeste, ou italiana. Em 1865, Whymper, que já havia falhado oito vezes, tentou sem sucesso escalar um couloir na face sudeste com Michel Croz. Depois que Croz partiu para um compromisso anterior com Charles Hudson, Whymper não conseguiu garantir os serviços do guia Jean Antoine Carrel de Val Tournanche e, em vez disso, planejou tentar a face leste com Lord Francis Douglas e os dois guias de Zermatt, Peter Taugwalder e seu filho de mesmo nome.
Whymper estava convencido de que a aparência íngreme do Matterhorn quando visto de Zermatt era uma ilusão óptica, e que a inclinação dos estratos, que do lado italiano formava uma série contínua de saliências, deveria fazer do lado oposto uma escada natural. Este grupo de quatro foi acompanhado por Hudson e Croz, e pelo inexperiente Douglas Hadow. Sua tentativa pelo que agora é a rota normal, a crista Hörnli, teve sucesso em 14 de julho de 1865, apenas dias antes de uma equipe italiana. Na descida, Hadow escorregou e caiu sobre Croz, desalojando-o e arrastando Douglas e Hudson para suas mortes; a corda se rompeu, salvando os outros três.
Seguiu-se uma controvérsia sobre se a corda havia sido realmente cortada, mas uma investigação formal não conseguiu encontrar nenhuma prova, e o velho Peter Taugwalder foi absolvido. A corda havia se rompido entre Taugwalder e Lord Francis Douglas. Whymper pediu a Taugwalder que lhe mostrasse a corda. Para sua surpresa, viu que era a mais antiga e fraca das cordas que eles haviam trazido, e uma que havia sido destinada apenas como reserva. Todos aqueles que haviam caído estavam amarrados com uma corda de Manila, ou com uma segunda igualmente forte, e consequentemente tinha sido apenas entre os sobreviventes e aqueles que haviam caído onde a corda mais fraca havia sido usada. Whymper também havia sugerido a Hudson que eles deveriam ter amarrado uma corda às rochas no lugar mais difícil, e mantê-la enquanto desciam, como uma proteção adicional. Hudson aprovou a ideia, mas nunca foi feito. Pode-se deduzir que Taugwalder não teve outra escolha senão usar uma corda mais fraca, já que a corda mais forte não era longa o suficiente para conectar Taugwalder a Douglas. O relato das tentativas de Whymper no Matterhorn ocupa a maior parte de seu livro, Escaladas nos Alpes (1871), no qual as ilustrações são gravadas pelo próprio Whymper. O acidente assombrou Whymper:

Todas as noites, entende, vejo meus companheiros do Matterhorn escorregando de costas, os braços estendidos, um após o outro, em perfeita ordem a distâncias iguais—Croz o guia, primeiro, depois Hadow, depois Hudson, e por último Douglas. Sim, sempre os verei...

## Exploração na Groenlândia
A campanha de 1865 de Whymper havia sido planejada para testar suas habilidades de encontrar rotas em preparação para uma expedição à Groenlândia em 1867. A exploração na Groenlândia resultou em uma importante coleção de plantas fósseis, que foram descritas pelo Professor Heer e depositadas no Museu Britânico. O relatório de Whymper foi publicado no relatório da Associação Britânica de 1869. Embora prejudicado pela falta de suprimentos e por uma epidemia entre a população local, ele provou que o interior poderia ser explorado pelo uso de trenós adequadamente construídos, e assim contribuiu com um importante avanço para a exploração do Ártico.
Outra expedição em 1872 foi dedicada a um levantamento da linha costeira.

## Exploração da América do Sul

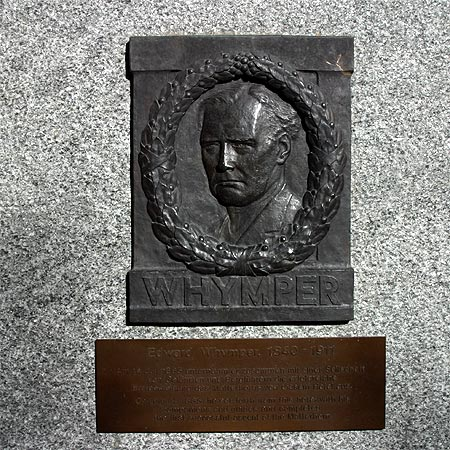
Placa comemorativa em Zermatt

Whymper organizou em seguida uma expedição ao Equador, projetada principalmente para coletar dados para o estudo do mal de altitude e do efeito da pressão reduzida no corpo humano. Seu guia principal foi Jean-Antoine Carrel, que mais tarde morreu de exaustão no Matterhorn após levar seus empregadores em segurança através de uma tempestade de neve.
Durante 1880, Whymper fez duas ascensões ao Chimborazo (6.267m), incluindo sua primeira ascensão; embora Alexander von Humboldt tenha escalado o vulcão em 1802, ele não alcançou o cume. Whymper passou uma noite no cume do Cotopaxi e fez as primeiras ascensões do Sincholagua, Antisana, Cayambe, Sara Urco e Cotacachi. Em 1892, ele publicou os resultados de sua jornada em um volume intitulado Viagens entre os Grandes Andes do Equador.
Suas observações sobre o mal de altitude o levaram a concluir que este era causado por uma redução na pressão atmosférica, que diminui o valor do ar inalado, e pela expansão do ar ou gás dentro do corpo, causando pressão sobre os órgãos internos. Os efeitos produzidos pela expansão do gás podem ser temporários e se dissipar quando o equilíbrio foi restaurado entre a pressão interna e externa. A publicação de seu trabalho foi reconhecida por parte da Sociedade Geográfica Real pela outorga da medalha do Patrono.
Suas experiências na América do Sul o tendo convencido de certos erros graves nas leituras de barômetros aneroides em grandes altitudes, ele publicou uma obra intitulada Como Usar o Barômetro Aneroide, e conseguiu introduzir importantes melhorias em sua construção. Posteriormente, ele publicou dois guias para Zermatt e Chamonix.
Enquanto estava no Equador, Whymper fez uma coleção de anfíbios e répteis que entregou a George Albert Boulenger no Museu Britânico. A coleção recebeu alguns elogios de Boulenger, que disse que "embora não contendo novidades marcantes", a coleção era "interessante por conta do cuidado dedicado por seu coletor em registrar a localidade exata de onde cada espécime foi obtido". Boulenger descreveu quatro novas espécies a partir dos materiais, três delas nomeadas em homenagem a Whymper: a serpente Coronella whymperi (agora um sinônimo júnior de Saphenophis boursieri) e as rãs Prostherapis whymperi, Phryniscus elegans e Hylodes whymperi (agora um sinônimo júnior de Pristimantis curtipes).

## Montanhas Rochosas Canadenses
No início dos anos 1900, Whymper visitou as Montanhas Rochosas Canadenses várias vezes e fez acordos com a Canadian Pacific Railway (CPR) para promover as Montanhas Rochosas Canadenses e a ferrovia em suas palestras na Europa e na Ásia. Em troca, a CPR concordou em pagar os custos de transporte para ele e seus quatro guias. De acordo com o agrimensor e montanhista A. O. Wheeler, Whymper foi contratado para "conduzir explorações e levantamentos nos interesses da companhia ferroviária Canadian Pacific" (Wheeler, 1905). Em 1901, Whymper e seus quatro guias (Joseph Bossoney, Christian Kaufmann, Christian Klucker e Joseph Pollinger) fizeram as primeiras ascensões do Monte Whymper e Pico Stanley na área do Passo Vermilion das Montanhas Rochosas Canadenses.
Seu irmão Frederick também tem uma montanha na Colúmbia Britânica com seu nome, dos seus dias como artista ilustrador na Expedição de Exploração da Ilha Vancouver de Robert Brown em 1864.

## Ilustrador
Quando não estava escalando, Whymper exercia sua profissão como gravador de ilustrações para livros e periódicos. Entre os livros que ele ilustrou estava The Frosty Caucasus (1875) de seu companheiro montanhista Florence Crauford Grove Whymper também ilustrou e gravou "Hours of Exercise in The Alps" (1871) de John Tyndall e Helen in Switzerland (1867) de Augusta Bethell.
Ele ilustrou livros para Isabella L. Bird mas seu irmão Charles Whymper foi o designer da torre do relógio memorial Henrietta Amelia Bird em Tobermory, Ilha de Mull, Escócia. Foi construída em 1905, financiada por Isabella Bird (Sra. Bishop) em memória de sua irmã.

## Anos finais
Em 25 de abril de 1906, aos 65 anos, Whymper casou-se com Edith Mary Lewin, de 23 anos (nascida em 1883), na Igreja Emmanuel em Forest Gate, Essex (agora Londres). A cerimônia foi presidida pelo Cônego J. M'Cormick, que havia assistido o montanhista após o acidente do Matterhorn. O casamento gerou uma filha, Ethel. O casal se separou em 1910. Edith casou-se novamente em 1913 e morreu no ano seguinte devido a complicações da gravidez.
Pouco depois de retornar a Chamonix de outra escalada nos Alpes, Whymper adoeceu, trancou-se em seu quarto no Grand Hotel Couttet e recusou todo tratamento médico. Whymper morreu sozinho em 16 de setembro de 1911, aos 71 anos. Um funeral foi realizado quatro dias depois. Ele está enterrado no cemitério inglês em Chamonix.

## Publicações
- Scrambles Amongst the Alps: In the Years 1860–69. London: John Murray, 1871. ISBN 978-0898150438.
- Winter Pictures: By Poet and Artist. London: Religious Tract Society, 1875.
- The Ascent of the Matterhorn. London: John Murray, 1880. ISBN 978-0862993474.
- How to Use the Aneroid Barometer. London: John Murray, 1881.
- Travels Amongst the Great Andes of the Equator. London: John Murray, 1891.[24] ISBN 978-0879052812.
- Chamonix and the Range of Mont Blanc: A Guide. London: John Murray, 1896.
- The Valley of Zermatt and the Matterhorn: A Guide. London: John Murray, 1897.
- The Apprenticeship of a Mountaineer: Edward Whymper's London Diary, 1855–1859. Ed. Ian Smith. London: London Record Society, 2008. ISBN 978-0900952432.
- Among the Tibetans by Isabella L. Bird (1894, as illustrator)